# Ropica analis
Ropica analis är en skalbaggsart som beskrevs av Francis Polkinghorne Pascoe 1865. Ropica analis ingår i släktet Ropica och familjen långhorningar. Inga underarter finns listade i Catalogue of Life.